# Municipio de Nickerson (Nebraska)
El municipio de Nickerson (en inglés: Nickerson Township) es un municipio ubicado en el condado de Dodge en el estado estadounidense de Nebraska. En el año 2010 tenía una población de 792 habitantes y una densidad poblacional de 8,13 personas por km².

## Geografía
El municipio de Nickerson se encuentra ubicado en las coordenadas 41°31′5″N 96°30′20″O / 41.51806, -96.50556. Según la Oficina del Censo de los Estados Unidos, el municipio tiene una superficie total de 97.39 km², de la cual 95,38 km² corresponden a tierra firme y (2,06 %) 2,01 km² es agua.

## Demografía
Según el censo de 2010, había 792 personas residiendo en el municipio de Nickerson. La densidad de población era de 8,13 hab./km². De los 792 habitantes, el municipio de Nickerson estaba compuesto por el 90,15 % blancos, el 0,38 % eran afroamericanos, el 0,13 % eran amerindios, el 0,25 % eran asiáticos, el 6,94 % eran de otras razas y el 2,15 % eran de una mezcla de razas. Del total de la población el 12,63 % eran hispanos o latinos de cualquier raza.